# Krimūnu pagasts
Krimūnu pagasts er en territorial enhed i Dobeles novads i Letland. Pagasten etableredes i 1945, havde 1.207 indbyggere i 2010 og omfatter et areal på 70,70 kvadratkilometer. Hovedbyen i pagasten er Krimūnas.